# اچ‌ام‌اس بله‌آیل (۱۸۱۹)
اچ‌ام‌اس بله‌آیل (۱۸۱۹) (به انگلیسی: HMS Belleisle (1819)) یک کشتی بود که طول آن ۱۷۴ فوت (۵۳ متر) بود. این کشتی در سال ۱۸۱۹ ساخته شد.